# Тюрі (Ярвамаа)
Тю́рі (ест. Türi linn) — місто в Естонії без статусу самоврядування, адміністративний центр волості Тюрі повіту Ярвамаа.

## Населення
Чисельність населення на 1 січня 2017 року становила 5149 осіб.

## Географія
Через населений пункт проходить автошлях 5 (Пярну — Раквере — Симеру).

## Історія

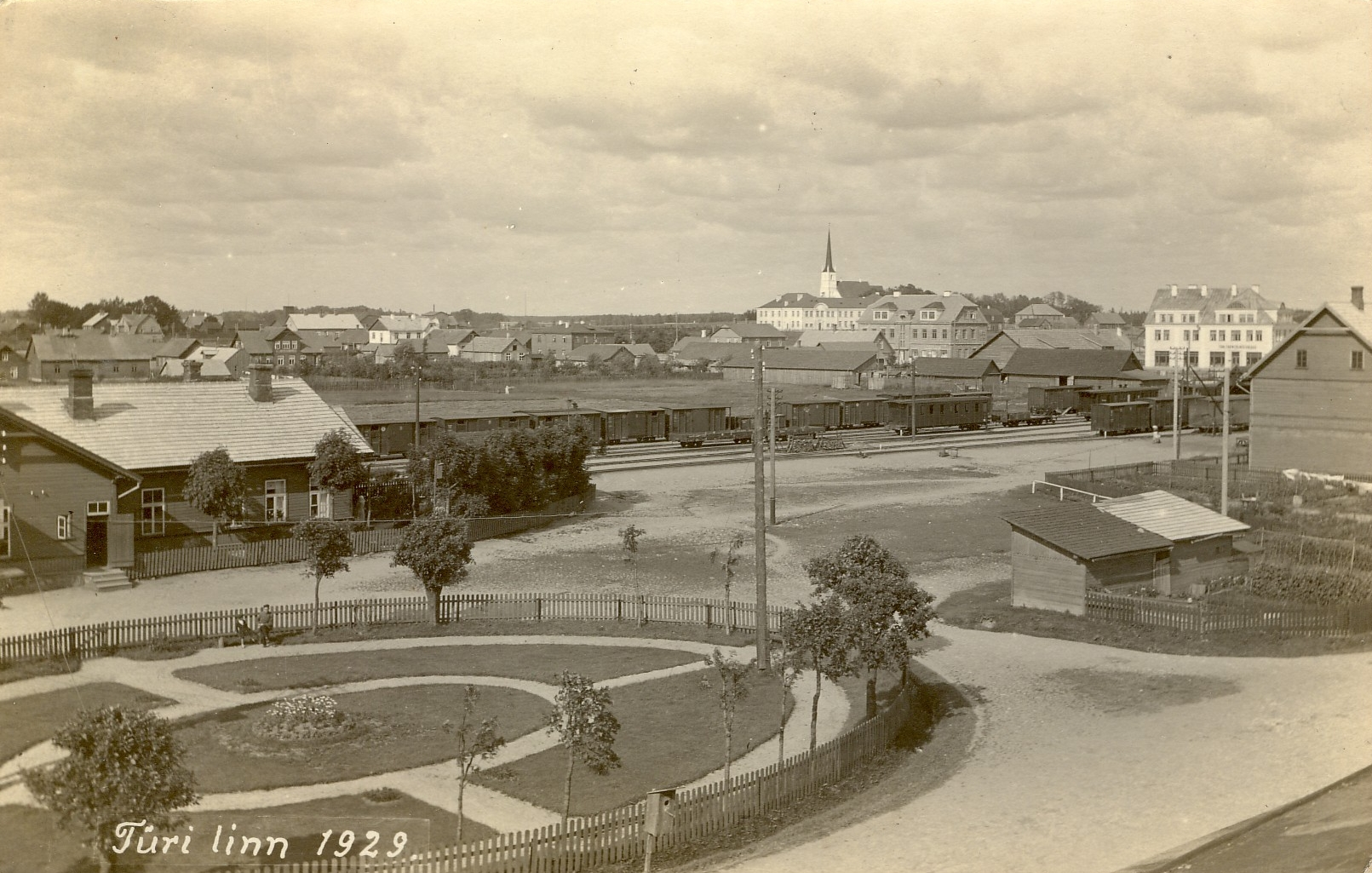
Тюрі (1929 рік)

У 13 столітті був створений кіхельконд Тюрі.
1564 роком датуються перші задокументовані згадки про село Turgel.
З 1917 року Тюрі — селище. 2 липня 1926 року Тюрі отримало статус міста.
З 1950 року місто — адміністративний центр Тюріського району.
Упродовж 1959—1991 років Тюрі входило до складу Пайдеського району.
20 грудня 1990 року місто Тюрі отримало статус самоврядування.
|                                             |
| Герб та прапор міського самоврядування Тюрі |

23 жовтня 2005 офіційно утворена нова адміністративна одиниця волость Тюрі шляхом об'єднання міста-муніципалітету Тюрі та волостей Кабала, Ойзу і Тюрі. Місто Тюрі втратило статус самоврядування і вилучене з «Переліку адміністративних одиниць на території Естонії».

## Пам'ятки
- Лютеранська кірха святого Мартіна (Türi Püha Martini kirik), пам'ятка архітектури.[4]

## Галерея

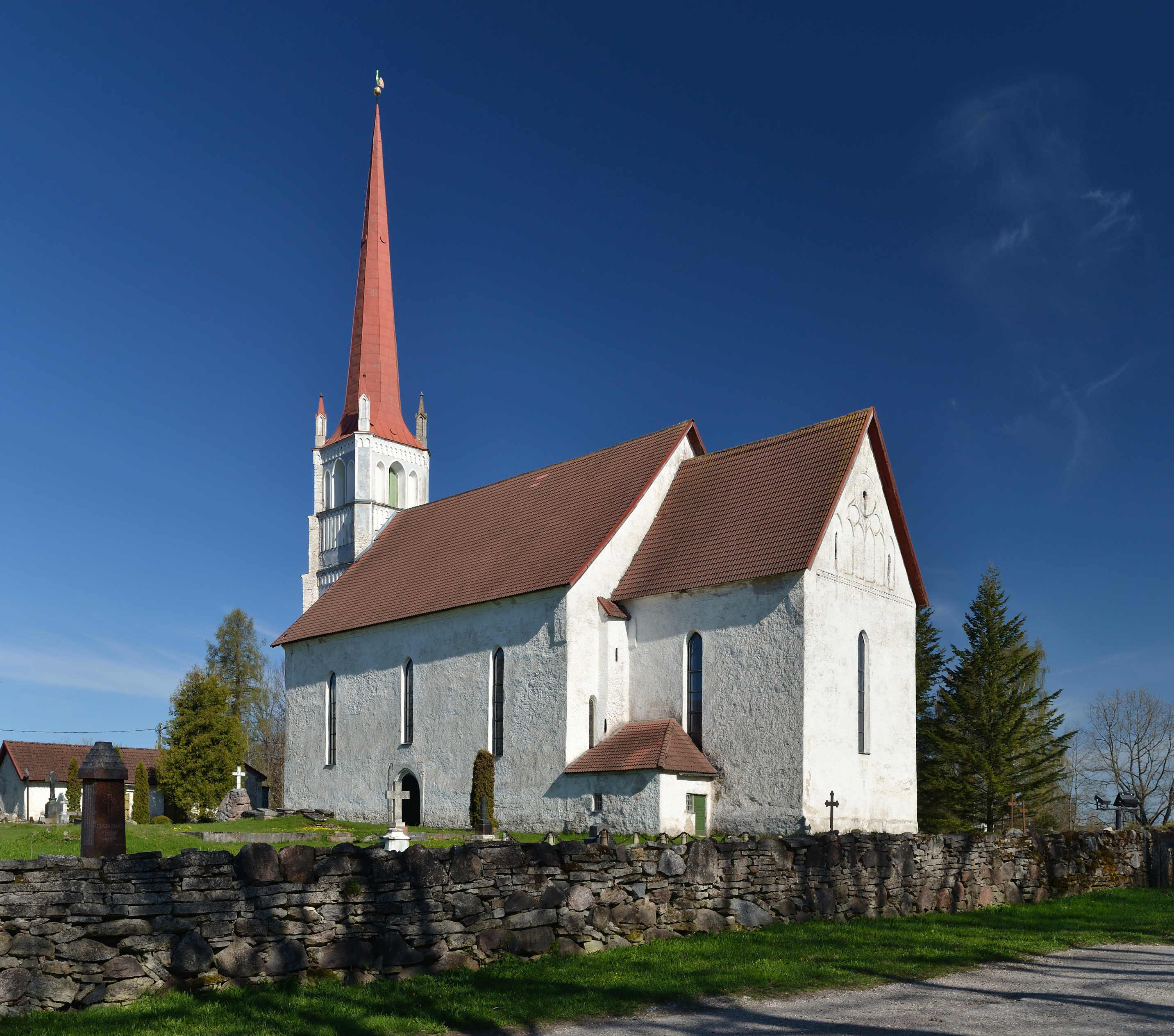
Лютеранська кірха
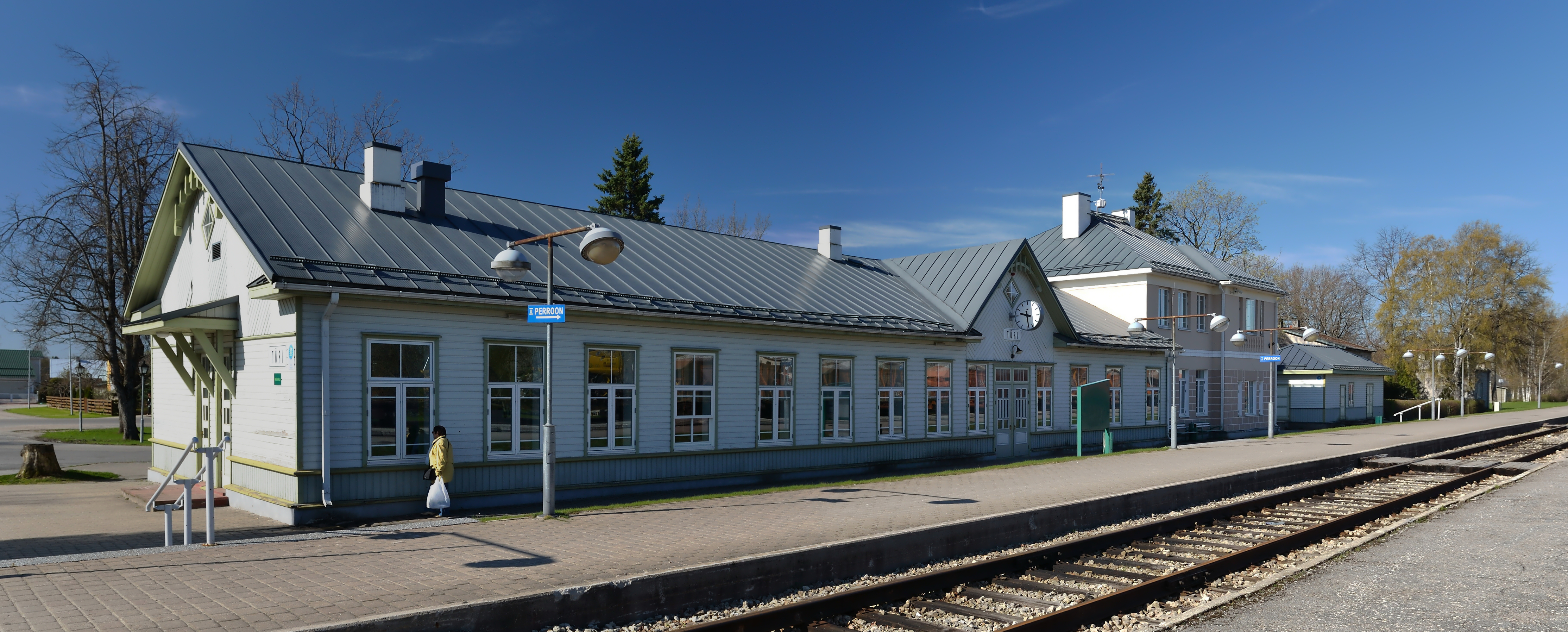
Залізничний вокзал
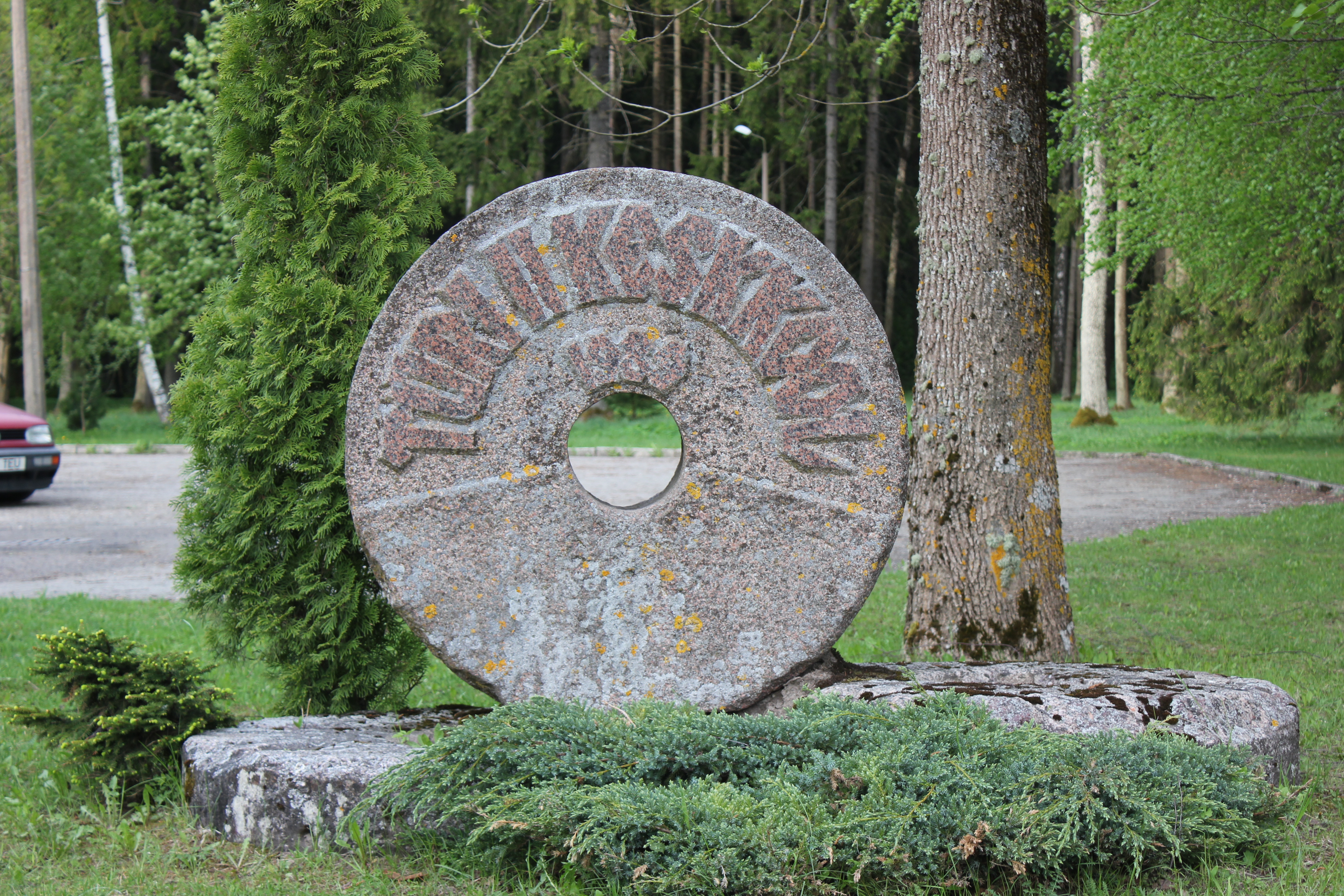
Жорно біля 2-ї середньої школи
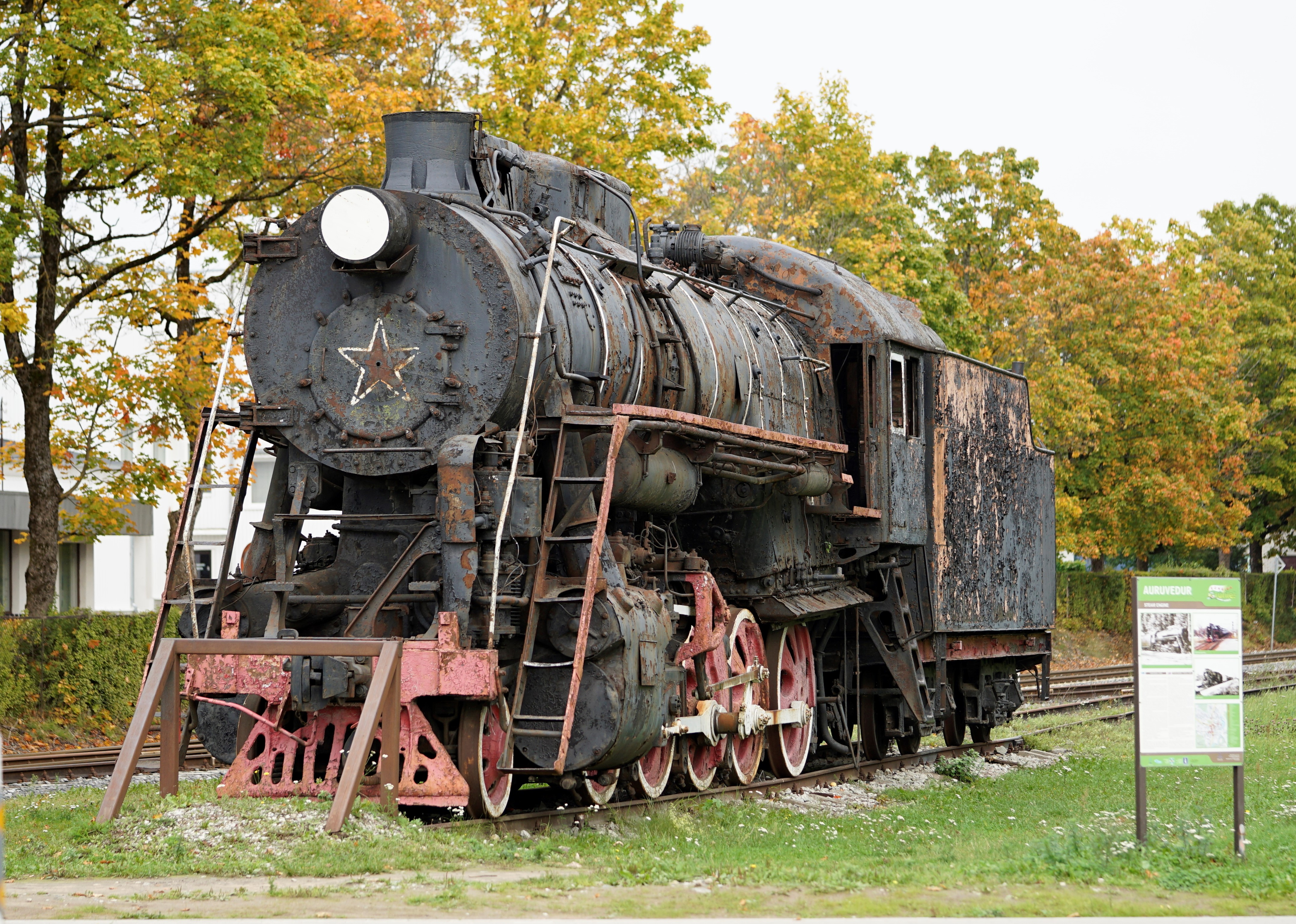
Паровоз як пам'ятник